# قندي فاي
قندي فاي (الاسم العلمي:Felovia vae) هو نوع من الحيوانات يتبع جنس قندي فلاقة من فصيلة القندية.